# Darneyis Orozco
Darneyis Orozco (1990) es una deportista venezolana de natación. Forma parte de la selección nacional desde los trece años y ha participado en numerosas competencias nacionales e internacionales. Fue campeona en los Mayagüez 2010 en la prueba de relevo 4x200 libre y ganó la medalla de bronce en el suramericano en los Medellín 2010.[cita requerida]

## Trayectoria deportiva
Participó en el Campeonato Centroamericano y del Caribe, que se realizó en El Salvador en 2007, donde obtuvo las siguientes medallas:
- , Medalla de plata: Natación Estilo Libre 400 m Mujeres
- , Medalla de plata: Natación Estilo Libre 800 m Mujeres
- , Medalla de bronce: Natación Estilo Libre 200 m Mujeres

También participó en el Campeonato Sudamericano de Caracas (2007) donde obtuvo la medalla de plata 4x100 relevo libre 400m Mujeres.[cita requerida]
En los Juegos del Alba que se realizaron en Barquisimeto en 2007 obtuvo las siguientes medallas:.
- , Medalla de plata: Natación Estilo Libre 1500 m Mujeres
- , Medalla de plata: Natación Estilo Libre 800 m Mujeres
- , Medalla de bronce: Natación Estilo Libre 200 m Mujeres
- , Medalla de bronce: Natación Estilo Libre 400 m Mujeres

En la Copa Latina realizada en San Marino en 2008 obtuvo la Medalla de bronce de Natación Estilo Libre 800 m Mujeres.
En ese mismo año participó en el Campeonato Sudamericano de Natación de Sao Paulo, Brasil donde obtuvo medalla de bronce en la prueba de 800 m Mujeres Estilo Libre.
A sus diecinueve años participó por tercera vez en el Campeonato Centroamericano y del Caribe, realizado en la ciudad de Barquisimeto en el año 2009. Donde obtuvo las siguientes medallas:
- , Medalla de plata: Natación Estilo Libre 1500 m Mujeres
- , Medalla de plata: Natación Estilo Libre 800 m Mujeres
- , Medalla de bronce: Natación Estilo Libre 200 m Mujeres
- , Medalla de bronce: Natación Estilo Libre 400 m Mujeres

También participó por segunda vez en los Juegos del Alba, que se llevaron a cabo en la Habana, Cuba. Donde logró:.
- , Medalla de oro: 4 × 200 m Relevo
- , Medalla de bronce: Natación Estilo Libre 800 m Mujeres
- , Medalla de bronce: Natación Estilo Libre 400 m Mujeres

Así como también, ese mismo año se llevaron a cabo los Juegos Bolivarianos en La Paz, Bolivia, en el cual Darneyis Orozco obtuvo las siguientes medallas:.
- , Medalla de oro: 4 × 200 m Relevo Libre. Récord Bolivariano
- , Medalla de oro: 4 × 100 m Relevo Libre. Récord Bolivariano

### Copa Latina, Mar de Plata 2010
- , Medalla de bronce: 4x100 m Relevo Estilo Libre

### Campeonato y Juegos Suramericano , Medellín  2010
- , Medalla de bronce: 4x200 Relevo Estilo Libre

### Juegos Centroamericanos y del Caribe , Mayaguez  2010
- , Medalla de oro: 4 × 200 m Relevo Libre.

Acerca de los venezolanos:
Autoridades gubernamentales invierten y destinan fondos del país en la recuperación y rehabilitación de espacios deportivos. En consecuencia, el impulso al deporte es mayor y si no de primer nivel al menos lo suficiente como para que sus atletas logren figurar en competencias importantes.
El motor de estas acciones lo constituye la intención de impulsar el deporte para alejar el riesgo de las adicciones y como cultura de prevención.
Deportistas como Darneyis Orozco son partícipes de las acciones del gobierno, son modelos importantes para la niñez de Venezuela.
Entre espacios adecuados para practicar deportes, becas deportivas e impulso al deporte el gobierno pretende que su país figure en competencias importantes.